# Bouafles
Bouafles é uma comuna francesa na região administrativa da Normandia, no departamento de Eure. Estende-se por uma área de 12,63 km². Em 2010 a comuna tinha 670 habitantes (densidade: 53 hab./km²).